# Dario Viganò
Dario Edoardo Viganò (Rio de Janeiro, 27 juni 1962), is een Italiaans geestelijke van de Rooms-Katholieke Kerk en een functionaris van de Romeinse Curie.
Viganò studeede filosofie en theologie aan de universiteit van Milaan. Op 13 juni 1987 werd hij tot priester gewijd. Vervolgens werkte hij in het aartsbisdom Milaan, waarbij hij zich onder meer bezighield met sociale-communicatiemiddelen. In 1997 promoveerde hij aan de Pauselijke Salesiaanse Universiteit op een proefschrift getiteld Un cinema ogni campanile. Chiesa e cinema nella diocesi di Milano. Vanaf 1998 was hij werkzaam bij de Italiaanse bisschoppenconferentie.
In 2000 werd Viganò benoemd tot hoogleraar communicatietheorie aan de Pauselijke Lateraanse Universiteit. Hij bekleedde voorts bestuursfuncties in de filmindustrie. In 2004 benoemde paus Johannes Paulus II hem tot Kapelaan van Zijne Heiligheid. In 2009 werd hij benoemd tot ridder in de Orde van het Heilig Graf.
In 2013 werd Viganò benoemd tot directeur van de televisieomroep van het Vaticaan. Bij de instelling van het Secretariaat voor Communicatie werd hij op 27 juni 2015 benoemd als eerste prefect van deze dicasterie.
In maart 2018 werd bekend dat een door de voormalige paus Benedictus XVI geschreven brief door het secretariaat voor communicatie gewijzigd was doorgestuurd naar paus Franciscus. Viganò werd hiervoor verantwoordelijk gehouden, en als gevolg van deze affaire trad hij op 21 maart 2018 af als prefect. Hij bleef werkzaam bij de Dicasterie voor Communicatie (sinds 27 februari 2018 de nieuwe naam voor het secretariaat), waar hij gedegradeerd werd tot assessor.